# Riacho Fundo
Riacho Fundo è una regione amministrativa del Distretto Federale brasiliano.